# Maxime de Bulgarie
Maxime, né Marin Minkov le 29 octobre 1914 à Oreshak (en) en Bulgarie et mort le 6 novembre 2012 à Sofia, est un ecclésiastique orthodoxe bulgare. Il est patriarche de l'Église orthodoxe de Bulgarie du 4 juillet 1971 à sa mort.

## Biographie
Après avoir été moine novice au monastère de Troyan, il étudie la théologie à l'université de Sofia. Il reçoit les ordres en 1941 et devient secrétaire général du Saint-Synode en 1955 puis est nommé évêque de Branit le 30 décembre 1956.
Le 30 octobre 1960, il est élu métropolite de Lovetch. Enfin le 4 juillet 1971, il est élu patriarche de l'Église orthodoxe de Bulgarie.
Il meurt en 2012 à l'âge de 98 ans.